# Jardín Botánico de las Tierras Áridas de Australia
El Jardín Botánico de las Tierras Áridas de Australia, (inglés: Australian Arid Lands Botanic Garden) es un jardín botánico de 250 hectáreas de extensión, en  Port Augusta,  Australia. 
El código de reconocimiento internacional del "Australian Arid Lands Botanic Garden" como miembro del "Botanic Gardens Conservation Internacional" (BGCI), así como las siglas de su herbario es AARID.

## Localización e información
El jardín botánico está ubicado en .
Australian Arid Lands Botanic Garden "Stuart Highway", 1.4 km N. PO Box 1704 Port Augusta, South Australia SA 5700, Australia.
Planos y vistas satelitales.32°27′41.76″S 137°44′35.52″E / -32.4616000, 137.7432000
- Promedio Anual de Lluvias: 250 mm
- Altitud: 38.00 m s. n. m.

El jardín botáico abre los 7 días de la semana, excepto el día de Navidad, desde las 7:30 hasta el ocaso.

## Historia
El jardín fue establecido en 1980 y abierto en septiembre de 1996. Es una iniciativa de la City of Port Augusta y financiación corporativa, con una ayuda muy limitada por parte del gobierno del estado.
El "Australian Arid Lands Botanic Garden" fue diseñado por el arquitecto del paisaje, Grant Henderson. Cultiva las plantas australianas y de ultramar de ambientes áridos dentro de sus 250 hectáreas. Algunos de los objetivos del jardín botánico son el mostrar el ecosistema y conservación del hábitat de las zonas áridas, enfoca la atención en el significado económico de la agricultura de las zonas áridas y crea una mejor comprensión del medioambiente de las zonas áridas entre el público en general.

## Colecciones botánicas
Las colecciones botánicas regionales que alberga el jardín botánico se basan en el IBRA « Interim Biogeographic Regionalisation for Australia » (Regionalización Biogeográfica Provisional para Australia). Esta es una clasificación científica de las regiones basadas en los factores que incluyen clima, geomorfología, forma de relieve, litología y la fauna y flora características. Las colecciones regionales que están en desarrollo representan actualmente:
- Flinders Ranges, esta colección tien una representación de plantas procedentes de la región de los "Flinders" que es un área dominada por los Flinders Ranges, un paisaje antiguo en el que se han descubierto fósiles de las formas más tempranas de vida. Esta gama diversa de picos rugosos y de gargantas rocosas profundas alberga un arsenal igualmente diverso de comunidades de plantas y hace que por lo menos 18 especies de plantas no se encuentren en ninguna otra parte en el mundo.
- Gawler Ranges, esta colección representa plantas procedentes de la región de los Gawler, un área que incluye las hermosas colinas de "Gawler Ranges", en las que hay profundas gargantas en la roca volcánica de 1.500 millones de años de antigüedad. Se catalogan unas 400 especies  de plantas en esta región con por lo menos 16 consideradas raras y 7 endemismos que no se encuentran en ninguna otra parte.
- Eyre, esta colección representa plantas de la región de "Eyre" cuál incluye los llanos costeros y los secundarios a la costa, con las comunidades de Mallee que son una característica distintintiva de estas partes. Los arbolados son de eucaliptos acompañados de multitud de arbustos que pueden cubrir áreas extensas e incorporar comunidades complejas de plantas y una fauna diversa.
- Central Ranges, Las plantas en esta colección representan el área de "Central Ranges", un área dominada por agrestes montañas y llanos de  arena roja. Con una vegetación a menudo escasa, las plantas de esta región se han adaptado para hacer frente a temperaturas de 50 grados centígrados en verano y bajas precipitacionesa.
- Great Victoria Desert, Las plantas en esta colección representan las del Gran Desierto de Victoria, una extensa área de unos 424.000 km². Conocido por sus altas temperaturas del verano y escasas precipitaciones. También es conocida esta región por las espectaculares y efímeras floraciones de las plantas silvestres después que acontecen las lluvias.

El jardín tiene un centro interpretativo, café, tienda de regalos, pistas que caminan y un jardín de eremophila. El jardín del eremophila contiene alrededor 155 diferentes  variedades, siendo una de las colecciones más grandes de su clase. En el año 1988, fueron inaugurados un herbario y una sala conferencias y de reuniones de grupos.

## Actividades

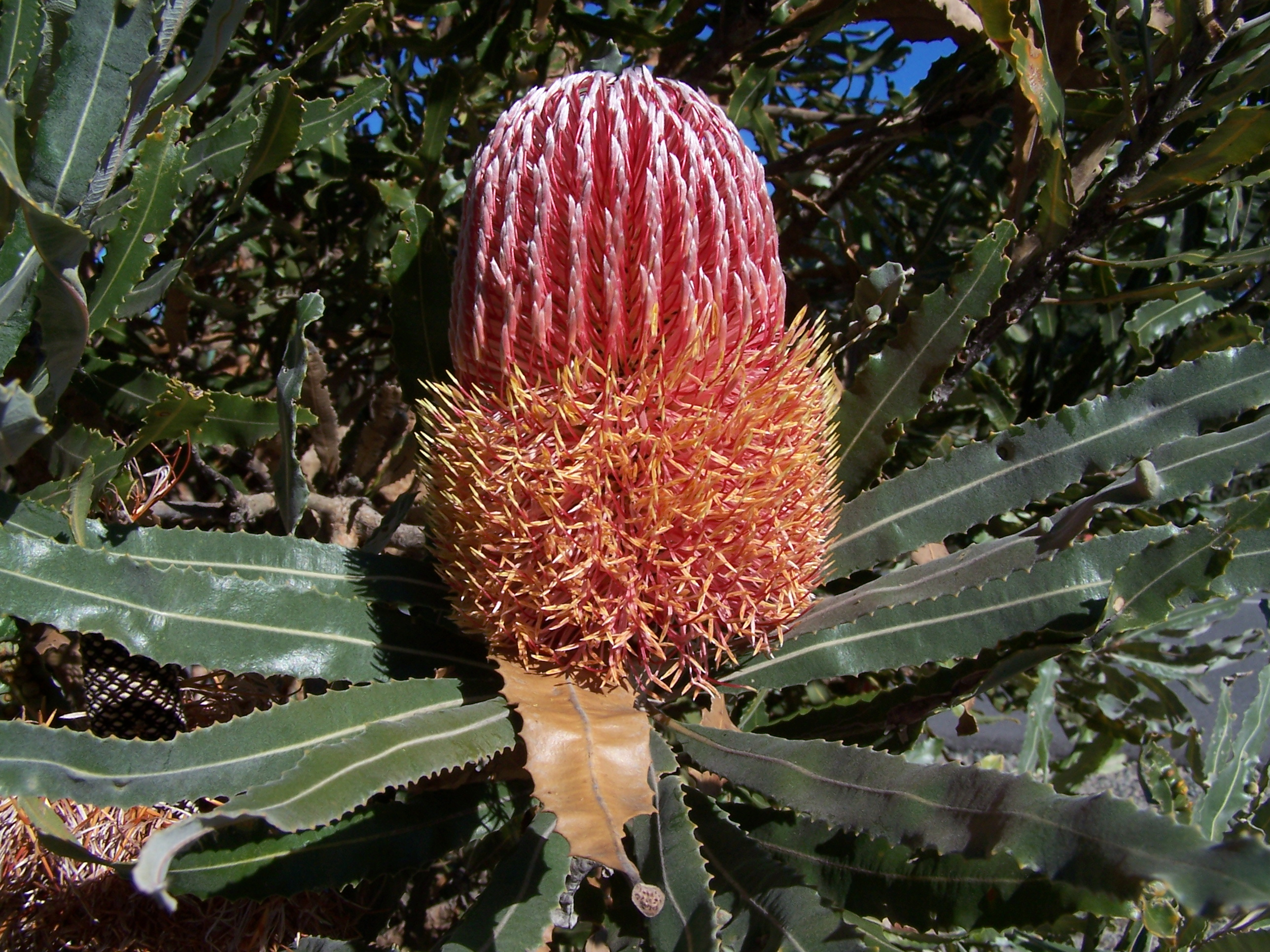
Inflorescencia de Banksia menziesii.

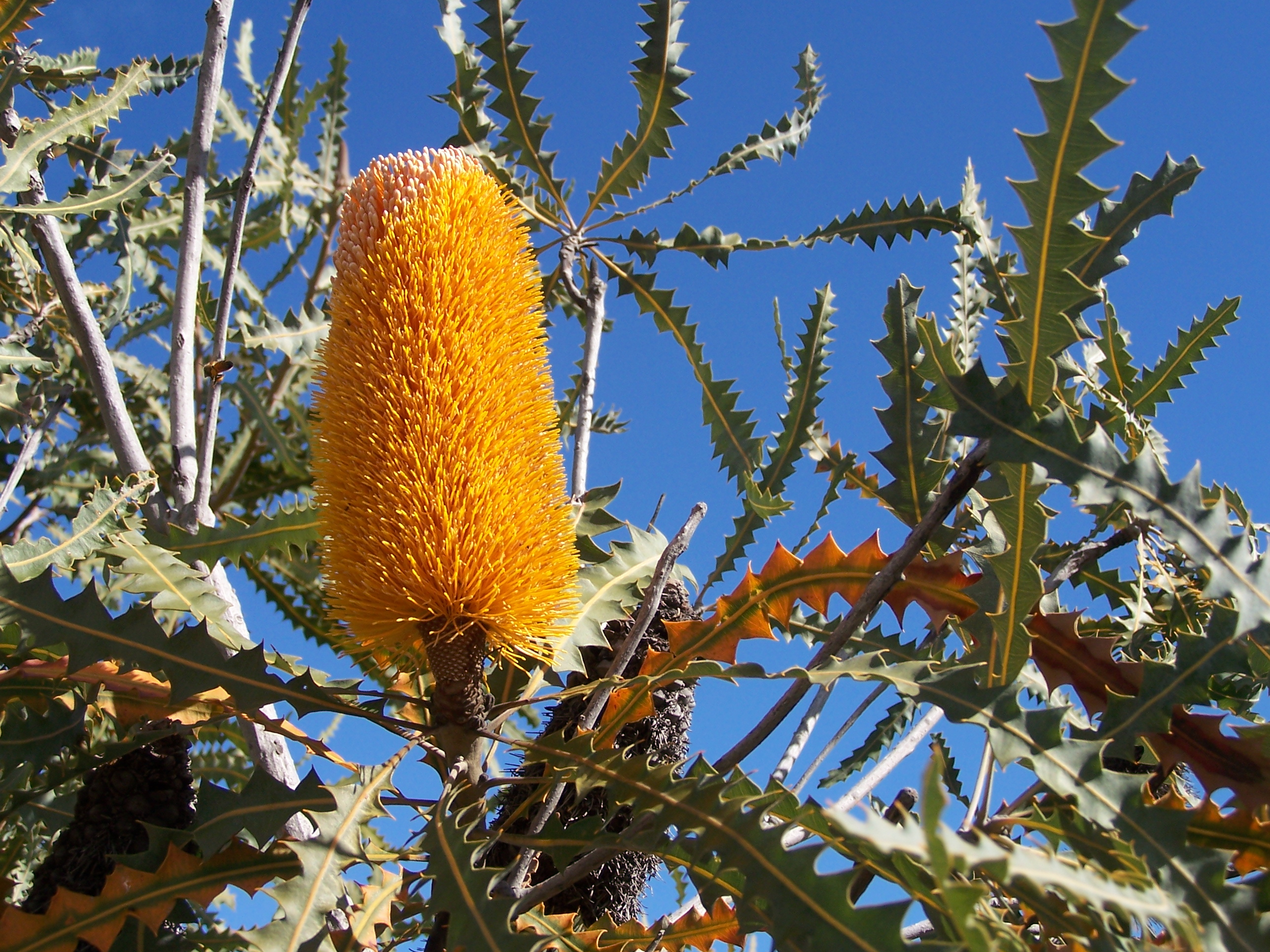
Inflorescencia de Banksia ashbyi.

En este centro se despliegan una serie de actividades a lo largo de todo el año:
- Programas de conservación.
- Programa de mejora de plantas medicinales.
- Programas de conservación «ex situ».
- Estudios de nutrientes de plantas.
- Ecología.
- Conservación de Ecosistemas.
- Programas educativos.
- Etnobotánica.
- Exploración.
- Horticultura.
- Restauración Ecológica.
- Sistemática y Taxonomía.
- Sostenibilidad.
- Farmacología.
- Mejora en la agricultura.
- Index Seminum.
- Exhibiciones de plantas especiales.
- Sociedad de amigos del botánico.
- Cursos para el público en general.